# GNU Binutils
GNU Binutils (acronyme signifiant en anglais « GNU Binary Utilities ») est un ensemble d'outils de développement logiciel maintenu par le projet GNU et soutenu par la Free Software Foundation.
Le programme assembleur GNU Assembler et l'éditeur de lien GNU linker font partie de ces outils.